# Paul Due
Pour les articles homonymes, voir Due.
Paul Due (né le 13 août 1835 à Kristiansand et mort le 26 février 1919 à Kristiania) est un architecte norvégien. IL est considéré comme un représentant typique de l'école de Hanovre tout comme Bernhard Christoph Steckmest avec qui il a travaillé dans les années 1870-1890.

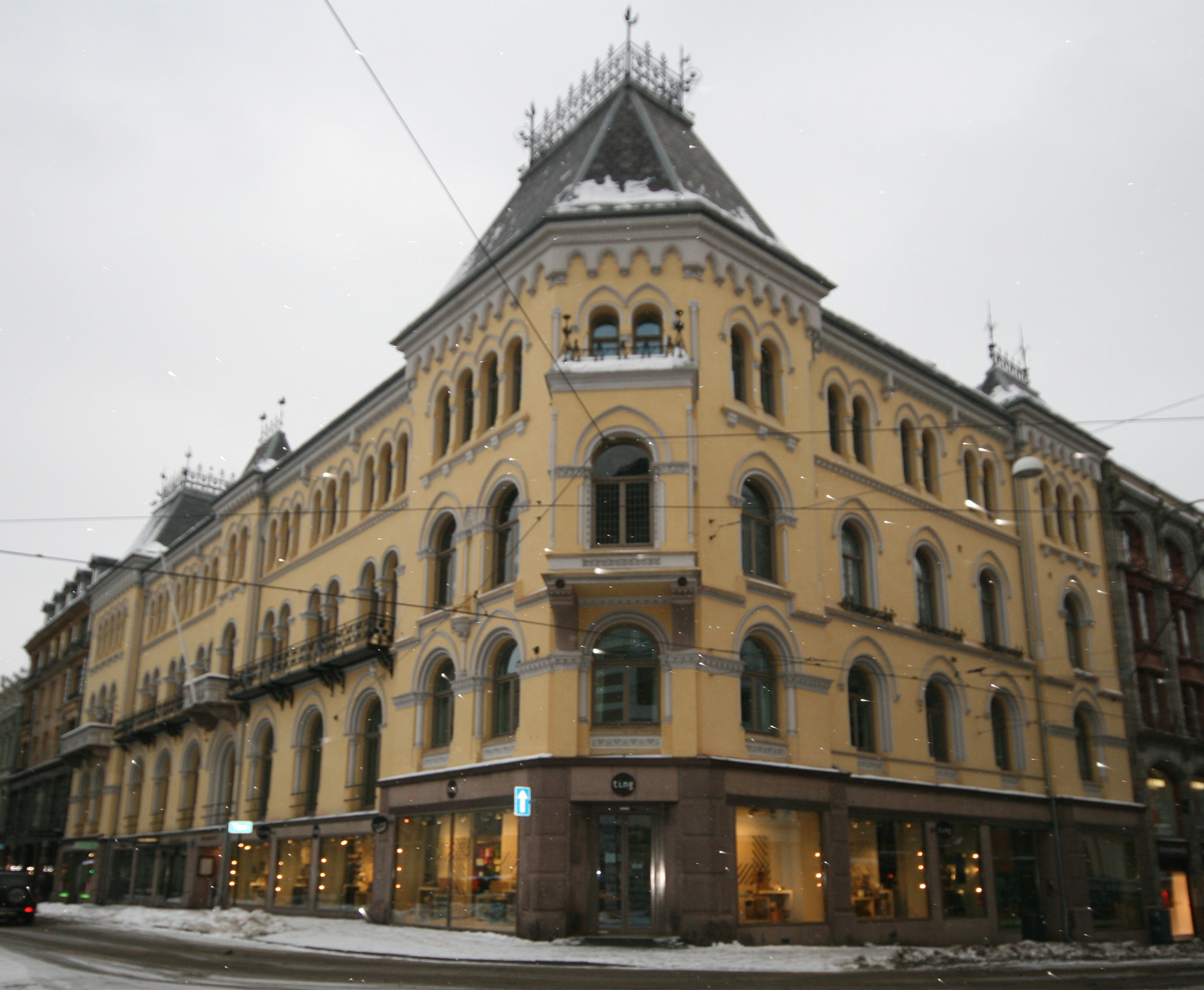
L'Athenaum à Oslo Créé entre 1872 et 1883 par Paul Due et Bernhard Christoph Steckmest

## Biographie
Il obtient son diplôme d'ingénieur à Hanovre en 1856. Les premières années après la fin de ses études, il part aux États-Unis où il a travaillé entre autres sur les fortifications de la Confédération durant la guerre de Sécession.
Il retourne en Norvège en 1865 où il conçoit 23 bâtiments à Drammen après que la ville a été frappée par un grave incendie en 1866.
En 1870, il coopère avec l'entreprise Steckmest. Pendant cette période, il conçoit plusieurs bâtiments de Kristiania.
De 1891 à 1910, il travaille comme architecte pour la NSB. On considère qu'il a conçu plus de 2 000 plans et dessins dans le cadre du développement du réseau ferroviaire norvégien. Il a créé bon nombre des bâtiments ferroviaires de la ligne de Dovre, dont certains sont inscrits au patrimoine historique et culturel de la Norvège.
Son fils Paul Armin Due est responsable d'un certain nombre de ceux-ci, en particulier dans la période 1900-1910. Les bâtiments qu'il a conçus, principalement des gares l'ont été aussi bien en bois qu'en brique et dans différents styles : style chalet suisse, style Art nouveau. Et ce, en particulier pour les lignes Solør, Gudbrandsdal, Ofot ou encore Gjøvik. Un de ses bâtiments les plus remarquables de cette époque est la gare de Hamar, érigée en 1896.